# Банк Намибии
Банк Намибии (англ. Bank of Namibia) — центральный банк Намибии.
Основан в 1990 году. Занимается денежно-кредитной политикой — политикой государства, воздействующей на количество денег в обращении с целью обеспечения стабильности цен, полной занятости населения и роста реального объема производства. Это единственное учреждение, которому разрешено выпускать намибийский доллар с разрешения, данного Актом Парламента Намибии. Управляется Советом Директоров, состоящим из губернатора, вице-губернатора, постоянных представителей Казначейства, члена государственной службы и четырех представителей общественности.
Штаб-квартира — в Виндхуке. Филиал — в Ошакати.